# Stéphane Lannoy
Stéphane Laurent Lannoy (Boulogne-sur-Mer, 18 de setembre del 1969) és un àrbitre de futbol francès. Lannoy és àrbitre internacional FIFA des de 2006.